# Ottmar Dittrich
Ottomar ("Ottmar") Johann Peter Dittrich, född den 12 november 1865 i Wien, död den 16 oktober 1951 i Marburg, var en tysk språkvetenskapsman och filosof.
Dittrich blev 1893 redaktör vid Bibliographisches Institut och 1904 därjämte privatdocent i allmän språkvetenskap vid universitetet i Leipzig. Han var extra ordinarie professor i språkvetenskap och filosofi där 1910–1933. Dittrich författade bland annat Über Wortzusammensetzung (1898—1904), Grundzüge der Sprachpsychologie (I, 1903), Die Grenzen der Sprachwissenschaft (1905), Geschichte der Ethik. Systeme der Moral vom Altertum bis zur Gegenwart (4 band, 1923–1932) och Luthers Ethik in ihren Grundzügen dargestellt (1930). Han utgick från Wundt och sökte i sitt filologiska system framför allt tillämpa psykologins metod och resultat.